# Îlot urbain grec du collège du Vieux-Port
L'îlot urbain grec du collège du Vieux-Port  est un monument historique de Marseille. Il conserve des vestiges remontant à la fondation de la cité phocéenne, la Marseille grecque, au VIe siècle av. J.-C..
Au milieu du VIe siècle av. J.-C., les bâtiments de la partie nord de l'îlot sont dérasés et remplacés par une construction massive en gros blocs de calcaire blanc.
Il fait l’objet d’un classement au titre des monuments historiques depuis le 19 mai 2009. Ces vestiges sont regroupés dans un îlot urbain de 17 mètres de côté, ceint de rues composées de recharges de gravier. La qualité des constructions et du mobilier archéologique recueilli, où la vaisselle de banquet prédomine, laisse supposer que ces vestiges se rapportent plutôt à un bâtiment public ou cultuel.

## Salle de banquet
Les fouilles ont mis au jour un édifice monumental rectangulaire. D’après ses dimensions, ce lieu serait consacré aux banquets. C’est dans ce bâtiment que pouvait se réunir l’élite de la cité grecque. Ainsi, Marseille témoigne d’un luxe jusqu’alors inconnu. 
Enduits de terre ou de chaux revêtent les murs et les sols. Des motifs de différentes couleurs et formes ornent ses murs et les plafonds. On trouve des bandes de couleurs d’un bleu égyptien et rouge, œufs, tuiles plates importées de Grande Grèce et d’Étrurie. 
Le théâtre romain
Des traces de la présence d’un théâtre antique romain de l’époque impériale apparaissent au travers de fondations de 1,80 m de largeur. Elles correspondent à une extension vers le sud de gradins dont le diamètre peut être estimé à 115 m. Cette extension date du règne de l’empereur Auguste. (14 à 27 de notre ère).  